# Conversation avec Fritz Lang
Pour plus de détails, voir Fiche technique et Distribution.
Conversation avec Fritz Lang (Fritz Lang Interviewed by William Friedkin) est un film documentaire américain réalisé par William Friedkin, sorti en 1975.

## Synopsis
Interviewé par William Friedkin, Fritz Lang revient sur quelques moments marquants de sa carrière cinématographique.

## Fiche technique
- Titre français : Conversation avec Fritz Lang[1],[2]
- Titre original : Fritz Lang Interviewed by William Friedkin ou Conversation with Fritz Lang
- Réalisation : William Friedkin
- Pays d'origine : États-Unis
- Format : Noir et blanc - 35 mm - Mono
- Genre : documentaire
- Durée : 140 minutes
- Date de sortie : 
  - États-Unis : 24 février 1975
  - France : décembre 2004 (bonus sur le DVD de M le maudit)[1]

## Distribution
- William Friedkin : lui-même
- Fritz Lang : lui-même